# Republica Sovietică Socialistă Armeană
RSS Armenească (în limbile armeană: Հայկական Սովետական
Սոցիալիստական Հանրապետություն; rusă: Армянская Советская Социалистическая Республика) și-a început existența când Partidul Comunist Armean și-a proclamat controlul asupra țării  pe 29 noiembrie 1920. Pe 1 decembrie 1920, prim-ministrul Armeniei Simon Vratsian a renunțat la conducerea guvernului. Țara și-a schimbat numele mai apoi în Republica Sovietică Socialistă Armeană.  Această perioadă mai este cunoscută uneori și ca A doua republică armeană, care a înlocuit efemera Republica Armeană (1918-1920) – (cunoscută drept Prima republică armeană).
Pe 23 august 1990, țara și-a schimbat numele în Republica Armenia, rămânând în cadrul URSS-ului încă un an mai înainte de proclamarea independenței.

## Armenia în perioada sovietică
După ce a suferit numeroase pierderi de vieți omenești în timpul genocidului armean și a războiului turco-armean care a urmat, Armenia istorică era copleșită de devastări și disperare. Când Republica Democratică Armenească a fost invadată de bolșevici în 1920, țara a fost proclamată republică sovietică. Mai târziu, Turcia și proaspăt proclamata republică sovietică au negociat Tratatul de la Kars, prin care Turcia ceda Adjaria în schimbul regiunii Kars, (astăzi provinciile Kars,  Iğdır și Ardahan).  Teritoriul cedat Turciei includea orașul antic Ani și Muntele Ararat, leagănul spiritual al Armeniei. Până în zilele noastre, Armenia nu recunoaște Tratatul de la Kars.
Din 12 martie 1922 până pe 5 decembrie 1936, Armenia a fost parte a RSFS Transcaucaziene, împreună cu RSS Georgiană și RSS Azerbaidjană. Armenii s-au bucurat de o stabilitate relativă în perioada sovietică.  Armenia a primit de la guvernul unional un sprijin substanțial – medicamente, alimente, cărbuni și combustibili lichizi – guvernarea comunistă dovedindu-se incomparabil mai ușor de suportat decât cea din anii turbulenți ai stăpânirii otomane. Pentru biserica armenească însă perioada sovietică a fost una de opresiune, deși situația sa nu era cu nimic deosebită de cea a celorlalte culte reprimate din URSS.

### Perioada stalinistă
După moartea lui V. I. Lenin, I. V. Stalin a preluat frâiele puterii. Societatea și economia armenească s-au schimbat în mod dramatic în urma hotârârilor și acțiunilor lui Stalin și apropiaților lui. În 1936, RSFS Transcaucaziană a fost dizolvată în republicile constituente: Armenia, Azerbaidjan și Georgia. RSS Armenească a așezat Muntele Ararat pe stema sa. S-a ajuns la un conflict cu Turcia, deoarece Araratul era pe teritoriul turcesc. Răspunsul Moscovei a fost acela că, deși luna nouă este simbolul aflat pe steagul Turciei, nimeni nu crede că Istanbulul revendică Luna.  În ciuda acestei compensații spirituale, Armenia a suferit o nouă pierdere teritorială când Stalin a transferat regiunile Nahicevan și Nagorno-Karabah (amândouă promise de bolșevici Armeniei în 1920) la vecinii azeri. Pentru armeni, condițiile au devenit din ce în ce mai grele în timpul conducerii de mână forte a lui Stalin.
Într-o perioadă de 25 de ani, Armenia a fost industrializată și educată în condiții strict controlate, în care naționalismul era aspru pedepsit. Stalin a luat mai multe măsuri de persecutare a bisericii armene, care era oricum puternic slăbită în urma genocidului armean din perioada otomană și a rusificării din timpul țarismului. În deceniul al treilea al secolului trecut, biserica armenească a fost deposedată de toate averile. În deceniul următor, statul sovietic a încercat să elimine definitiv biserica din viața spirituală a armenilor, totul culminând cu executarea Catolicosului Khoren I în 1938, (în timpul epurărilor staliniste), și cu închiderea Catolicatului din Echmiadzin din 4 august 1938. Biserica a supraviețuit într-o semiclandestinitate sau în diaspora.
La fel ca și cetățenii de alte etnii din Uniunea Sovietică, milioane de armeni au suferit în urma deportărilor sau execuțiilor din timpul lui Stalin. În 1936, asistat cu credință de Lavrenti Beria, Stalin a hotârât deportarea armenilor în Siberia, zvonurile afirmând la acea vreme că s-a încercat aducerea populației țării sub pragul de 700.000 de locuitori, fapt care ar fi justificat anexarea țării de către vecina Georgia. 
În această perioadă, Partidul Comunist Armean a folosit o politică de teroare pentru a-și întări controlul asupra populației țării și pentru a înăbuși pornirile naționaliste. Numeroși scriitori, artiști și oameni de știință au fost executați sau exilați.
În plus, în 1944, aproximativ 200.000 de armeni musulmani suniți, trăitori în regiunile de coastă rusești și georgiene ale Mării Negre au fost deportați din Georgia în Kazahstan și Uzbekistan. Alte deportări ale armenilor din zona de coastă au avut loc în 1948, când 58.000 de naționaliști armeni dașnaki și greci au fost forțați să se stabilească în Kazahstan.

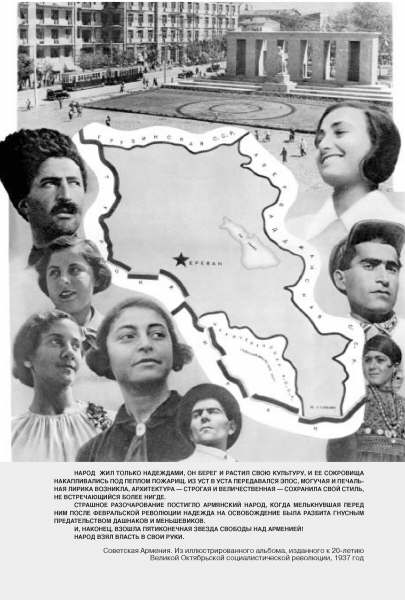
Afiș propagandistic care glorifica "eliberarea" Armeniei de amenințarea dașnakilor

## Al Doilea Război Mondial
Armenia a fost scutită de devastările și distrugerile care au apărut în părțile apusene ale Uniunii Sovietice în timpul Marelui Război pentru Apărarea Patriei.  Germanii nu au reușit să ocupe în timpul războiului sudul Caucazului, deși intenția lor era de a cuceri Azerbaidjanul și bogatele câmpuri petroliere din zonă. Armenia a jucat un rol de primă mărime în aprovizionarea luptătorilor sovietici cu produse agricole și industriale. Soldații sovietici originari din Armenia au luptat în cadrul Diviziei a 89-a "Tamanian" împotriva Wehrmachtului în Caucaz, Crimeea, regiunea baltică, ofensiva Vistula-Oder și în bătălia de la Berlin. Sergenții majori Hunan Avetisian și S. Arakelian, comandantul Brigăzii a 3-a mecanizate Hamazasp Babadjanian și pilotul militar Nelson Stepanian au fost distinși cu înaltul ordin Erou al Uniunii Sovietice pentru faptele de arme de pe câmpurile de luptă.
Sub comanda mareșalului sovietic Ivan Bagramian, diviziile sovietice (în rândul cărora luptau și subunități armenești) au intrat în Polonia în 1945. Divizia a 89-a Tamanyan, care a participat la întreg războiul până la bătălia de la Berlin, a fost creditată cu eliberarea a peste 9.000 de localități în drumul ei prin Polonia și Cehoslovacia. Divizia Tamanian a fost decorată cu Ordinul Kutuzov.  Divizia a luptat de-a lungul a 3.700 km, 7.333 dintre militarii săii fiind decorați sau citați prin ordin de zi, iar 9 dintrei ei au primit titlul de Erou al Uniunii Sovietice.
Dintre armenii și georgienii căzuți prizonieri la germani s-a format batalionul armean al 812-lea. Neîncrederea lui Hitler în unitățile militare formate din foștii prizonieri a dus la staționarea batalionului armenean în Olanda, unde a servit în unitățile antiaeriene.
La sfârșitul războiului, după capitularea Germaniei, numeroși armeni, atât cei sovietici cât și cei din diaspora, au încercat să-l convingă pe Stalin să reconsidere poziția fața de cedările teritoriale ale tratatului de la Kars. Pe 25 septembrie 1945, URSS-ul a anunțat că va declara ca nul și neavenit tratatul de prietenie turco-sovietic semnat între cele două țări în 1925. Șeful diplomației sovietice, Viaceslav Molotov, a prezentat pretențiile armenilor conducătorilor liderilor națiunilor aliate. Primul-ministru britanic Winston Churchill s-a opus cererilor sovietice, în vreme ce președintele SUA Harry S. Truman considera că aceasta este o problemă bilaterală turco-sovietică. Turcia nu avea capacitatea în acel moment să se opună pretențiilor Uniunii Sovietice, care ajunsese la sfârșitul războiului o supraputere mondială. În toamna anului anului 1945, unități ale Armatei Roșii sub comanda lui Ivan Bagramian erau deja pe poziții, așteptând ordinul pentru declanșarea unui atac împotriva Turciei. Cum tensiunile războiului rece începuseră se se facă simțite, președintele Truman a declarat că Statele Unite vor acorda asistență militară oricărei națiuni amenințate de o agresiune comunistă. Această declarație venea în sprijinul nemijlocit al Turciei, care a început să-și strângă legăturile cu vestul. În aceste condiții, Uniunea Sovietică a renunțat la pretențiile sale.

## Renașterea
După moartea lui Stalin din 1953, în fruntea statului sovietic a ajuns Nikita Hrușciov. Kremlinul a slăbit controlul împotriva naționalismului popoarelor sovietice. Destalinizarea hrușciovistă a scăzut controlul asupra cetățenilor sovietici, dar a dus și la schimbarea accentului pus pe industrializare pentru a redirecționa resursele financiare către construcția de locuințe și industria bunurilor de larg consum. Aproape imediat, în Armenia a avut loc un proces de renaștere economică și vulturală. De asemenea, gradul de libertate religioasă a crescut, Catolicosul Vazgen I fiind recunoscut în postul său de lider spiritual al armenilor în 1955.
Pe 24 aprilie 1965, mii de armeni au demonstrat în staradă în Erevan cu ocazia aniversării a 50 de ani de la genocidul armenilor. Trupele sopvietice au intrat în oraș într-o încercare de restabilire a ordinei. Pentru a preveni repetarea unei acțiuni de asemenea amploare, autoritățile de la Moscova au fost de acord cu ridicarea unui memorial în amintirea celor care au pierit în timpul atrocităților. În 1967, monumentul a fost inaugurat pe dealul Tsitsernakaberd din Erevan. 12 lespezi sunt așezate în cerc, în amintirea celor 12 provincii pierdute în favoarea Turciei, în centru fiind amplasată un foc nestins. De-a lungul pacului în care se află memorialul se află un gard pe care sunt săpate numele localităților unde au avut loc masacre.

## Glasnostul și perestroika
Mihail Gorbaciov și noile sale politici de glasnost și perestroika din deceniul al nouălea au alimentat speranțele armenilor pentru o viață mai bună în cadrul URSS-ului. Deportații musulmani armeni din perioada stalinistă din Kazahstan au început să ceară strămutarea în RSS Armeană. Totuși, aceste cereri au fost respinse de guvernul sovietic de frica unor conflicte religioase dintre acești musulmani și conaționalii lor creștini. Alt eveniment a dus însă la declanșarea conflictului religios dintre armenii creștini și musulmani.
Armenii din regiunea Nagorno-Karabah, regiune promisă RSS Armene de către bolșevici, dar transferată sub controlul Azerbaidjanului de către Stalin, au inițiat o mișcare democratică, pașnică pentru unirea cu patria-mamă. Majoritatea populației armenești din zonă reclamau presiunile exercitate pentru "azerificarea forțată" a regiunii. Pe 20 februarie 1988, deputații armeni din Sovietul Național din Nagorno-Karabah au votat în favoarea unirii cu Armenia. În scurtă vreme s-au declanșat rebeliuni naționaliste atât printre armenii majoritari în zonă cât și printre minoritarii azeri. În 1988, Armenia Sovietică a suferit o lovitură cumplită în urma unui cutremur devastator. Toate aceste fapte au împiedicat unificarea pașnică a teritoriilor armene.

## Independența
Armenia a fost una dintre primele republici unionale care și-au proclamat independența față de Uniunea Sovietică pe 23 august 1990, la trei luni după ce Letonia, cel de-al treilea și ultimul stat baltic și-a proclamat independența. Pe 17 martie 1991, Armenia, împreună cu țările baltice, Georgia și Moldova au boicotat referendumul prin care, în conformitate cu rezultate oficiale, 75% din populația Uniunii și-au exprimat dorința de păstrare a URSS-ului reformat. Pe 23 septembrie 1991, statul Armenia a fost recunoscut ca independent. Tensiunile dintre Armenia și Azerbaidjan au continuat să crească, ducând în cele din urmă la declanșarea războiului din Nagorno-Karabah. În ciuda înțelegerilor pentru încetarea focului în vigoare din 1994, Armenia nu a rezolvat conflictul teritorial cu Azerbaidjanul. În ciuda blocadei instituite împotriva sa de Turcia și Azerbaidjan, Armenia a reușit să-și păstreze relațiile prietenești cu statele învecinate: Rusia, Georgia și Iran.

## Președinți ai Prezidiului și ai Sovietului Suprem
- Alexandr Miasnikian
- Sargis Lukașin Srapionian
- Sargis Hambarțumian
- Sahak Ter-Gabrielian
- Abraham Guloian
- Aram Piruzian
- Aghasi Sargsian
- Sahak Karapetian
- Anton Qocinian
- Badal Muradian
- Grigor Arzumanian
- Fadey Sargsian
- Vladimir Margarian
- Levon Ter-Petrosian